# Національна торгова рада (Швеція)
Національна торгова рада (швед. Kommerskollegium, латиніз. College of Commerce) — урядова установа Швеції, яка з 1983 року підпорядковується Міністерству закордонних справ Швеції.
Агентство розташоване в столиці держави у Стокгольмі.
Національна рада з питань торгівлі займається питаннями зовнішньої торгівлі, внутрішнього ринку та торговельної політики. Рада надає уряду Швеції аналіз та рекомендації. Його було засновано у далекому 1651 році.